# Весёлый (Хомутовский район)
Весёлый — посёлок в Хомутовском районе Курской области. Входит в состав Сковородневского сельсовета.

## География
Посёлок находится на реке Берёза (правый приток Свапы), в 32,5 км от российско-украинской границы, в 96 км к западу от Курска, в 19,5 км к востоку от районного центра — посёлка городского типа Хомутовка, в 10,5 км от центра сельсовета — села Сковороднево.
Климат
Весёлый, как и весь район, расположен в поясе умеренно континентального климата с тёплым летом и относительно тёплой зимой (Dfb в классификации Кёппена).
Часовой пояс
Посёлок Весёлый, как и вся Курская область, находится в часовой зоне МСК (московское время). Смещение применяемого времени относительно UTC составляет +3:00.

## Население
| 2002 | 2010 | 2015 |
| ---- | ---- | ---- |
| 26   | ↘20  | ↘17  |

## Инфраструктура
Личное подсобное хозяйство. В посёлке 12 домов.

## Транспорт
Весёлый находится в 11,5 км от автодороги федерального значения А142 (Тросна — Калиновка), в 19,5 км от автодороги регионального значения 38К-040 (Хомутовка — Рыльск — Глушково — Тёткино — граница с Украиной), в 5 км от автодороги 38К-003 (Дмитриев — Берёза — Меньшиково — Хомутовка), в 7,5 км от автодороги межмуниципального значения 38Н-024 (Богомолов — Капыстичи — граница Рыльского района), в 9,5 км от автодороги 38Н-023 (38Н-024 — Сковороднево), в 15,5 км от автодороги 38Н-708 (38К-40 — Поды — Петровское), в 20,5 км от ближайшей ж/д станции Арбузово (линии Навля — Льгов I и Арбузово — Лужки-Орловские).
В 192 км от аэропорта имени В. Г. Шухова (недалеко от Белгорода).